# فرودگاه گرندولی/لوثر
فرودگاه گرندولی/لوثر (به انگلیسی: Grand Valley/Luther Field Aerodrome) یک فرودگاه خصوصی است که یک باند فرود چمن دارد و طول باند آن ۵۷۵ متر است. این فرودگاه در کشور کانادا قرار دارد و در ارتفاع ۴۸۸ متری از سطح دریا واقع شده‌است.